# Gornja Meka Gruda
Gornja Meka Gruda naseljeno je mjesto u općini Bileća, Republika Srpska, Bosna i Hercegovina.

## Stanovništvo

### Popisi 1971. – 1991.
| Gornja Meka Gruda |              |              |              |
| godina popisa     | 1991.        | 1981.        | 1971.        |
| Srbi              | 80 (100,0 %) | 64 (100,0 %) | 90 (100,0 %) |
| ukupno            | 80           | 64           | 90           |

### Popis 2013.
| Gornja Meka Gruda |              |
| godina popisa     | 2013.        |
| Srbi              | 16 (100,0 %) |
| ukupno            | 16           |

## Vanjske poveznice
- Službene mrežne stranice općine Bileća